# Dvojskif
Dvojskif je veslařská loď pro dva veslaře. Dvojskify se liší vahou a konstrukcí. Každý dvojskif (kromě sériově vyráběných) má své vlastní parametry (na jakou váhu a výšku je stavěný, jak je široký a také jak je těžký). Průměrná délka lodi je 10,4 metru, minimální váha lodi je 27 kg.

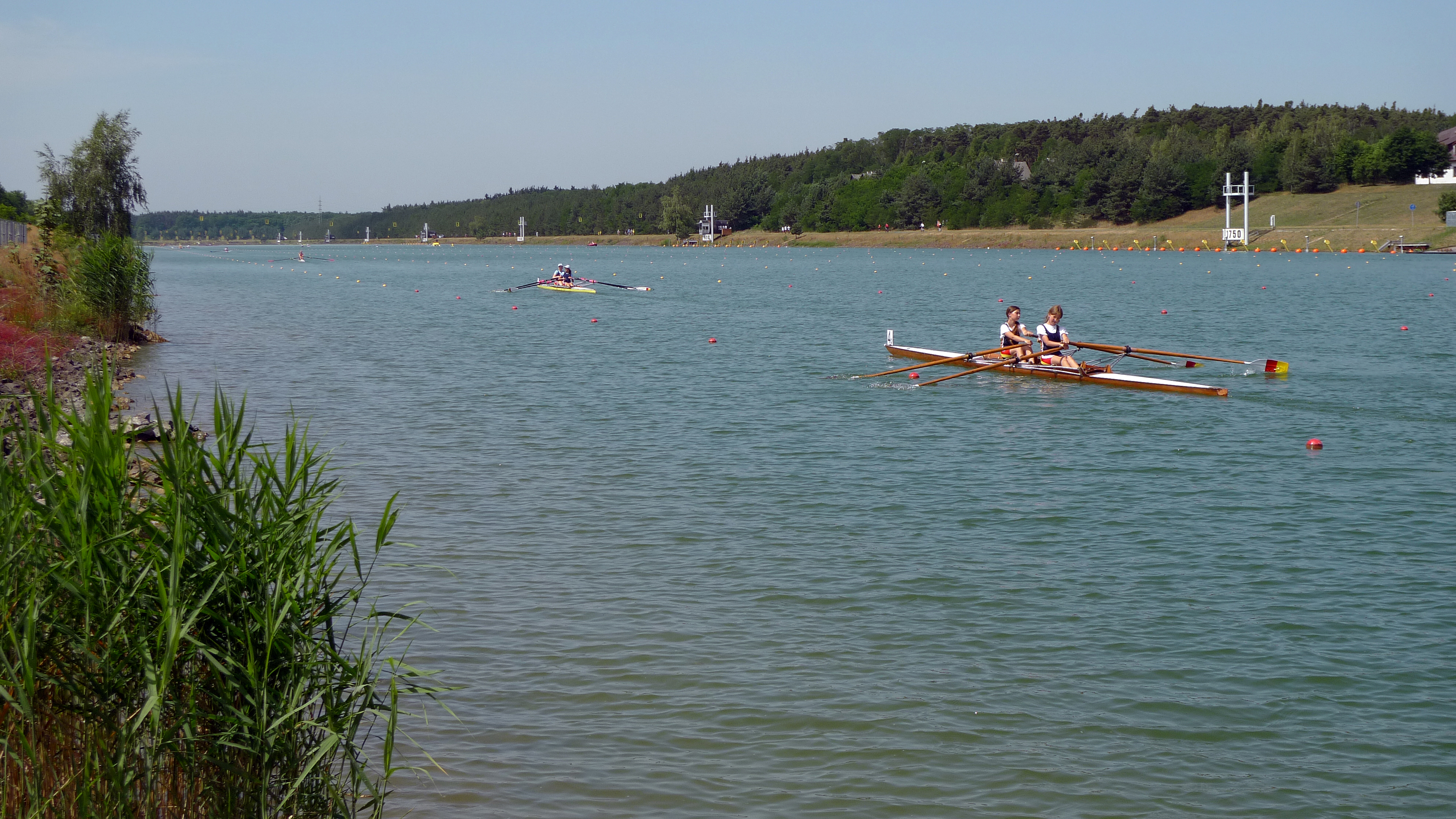
Dva dvojskify na veslařském kanále v Račicích

Dvojskif se skládá z několika částí – vana lodi, borty, kolejničky, slide, křídlo nebo krákorce, vlnolam, nohavky, stojánek na číslo a při závodech i číslo.
Na krákorcích se nachází havlinky, do kterých se připevňují vesla.
Ženy i muži závodí ve dvou váhových kategoriích – lehké váhy (značeno L) a těžké váhy. Váhové limity pro lehké váhy:
- muži – váha celé posádky bez lodi a kormidelníka 70 kg na muže, max. váha jednoho veslaře 72,5 kg. U mužského dvojskifu lehkých vah tak např. může být celková váha posádky 140 kg, kde jeden veslař může vážit 72,5 kg, ale druhý veslař musí vážit do 67,5 kg,
- ženy – váha celé posádky bez lodi a kormidelníka 57 kg na ženu, max. váha jedné veslařky 59 kg.

## Dvojskif – ženy (W2X, LW2X) a muži (M2X, LM2X)
Počet veslařů: 2; průměrná délka: 10,4 m; minimální váha: 27 kg.
„Je strašně důležité, jak si lidi sednou fyzicky i lidsky, stráví spolu mnoho času. Musí spolu „tahat“ stejně, pak jim to jezdí,“ podotýká Václav Chalupa. Do síně českých legend se už dostali i olympijští vítězové z Říma 1960 Václav Kozák a Pavel Schmidt.
V Račicích by se mohli ukázat[kdy?] úřadující olympijští vítězové a mistři Evropy Martin a Valent Sinkovićové z Chorvatska a zlaté Polky z Ria, Magdalena Fularczyk-Kozlowska a Natalia Madaj. Evropský šampionát loni vyhráli Julija Bičik a Tatiana Kuchta z Běloruska. Česká loď Kristýna Fleissnerová a Lenka Antošová vybojovala bronz.
Dvojskif lehkých vah je olympijskou disciplínou a bere se víc prestižně. Jezdí hodně rychle, schází se tam nejlepší skifaři.
Zlato na olympiádě získali Francouzi Pierre Houin a Jérémie Azou, resp. Nizozemky Ilse Paulis a Maaike Head, taktéž evropské šampionky. Na Evropě vládli mužům irští sourozenci Gary a Paul O’Donovanovi.

## Nalézání do lodi
Vždy když chtějí veslaři jít na trénink (nebo popřípadě na nějaké ty závody) tak si vynesou loď z loděnice, položí ji na vodu a připevní vesla do havlinek. Pak si veslaři sedají do lodi na slajd (jezdící sedátko které se pohybuje po kolejničkách) zasunují vesla pořádně do havlinek a odstrkávají se od plata. Na vodě si veslaři připevní nohy do nohavek a trénink může začít.

## Přeprava lodí
Když se lodě někam převážejí, tak se dávají na speciálně upravený vlek na kterém jsou přidělané gumové pásy aby se lodě nepoškrábaly. Potom se už jen přidělají popruhy aby při převozu lodě nevypadly.

## Hlavní výrobci
- Filippi
- Empacher
- Vespoli
- Swift Racing
- Win tech

## Významní čeští dvojskifaři a dvojskifařky
- Jitka Antošová
- Lenka Antošová
- Kristýna Fleissnerová
- Václav Kozák
- Pavel Schmidt